# Kristin Cullman
Kristin Cullman ist eine ehemalige schwedische Orientierungsläuferin. 
Cullman wurde 1974 und 1976 jeweils Vizeweltmeisterin im Einzellauf. 1974 in Dänemark gewann sie die Silbermedaille hinter der Dänin Mona Nørgaard, 1976 in Schottland hinter der Finnin Liisa Veijalainen. Bei beiden Weltmeisterschaften wurde sie aber Weltmeisterin mit der schwedischen Staffel, der 1974 neben Cullman noch Birgitta Larsson und Monica Andersson und 1976 Ingrid Ohlsson und Anne Lundmark angehörten. 1978 wurde sie mit der Staffel Vizeweltmeisterin und verpasste mit Platz vier im Einzellauf eine weitere Medaille. 
1976 gewann Cullman die schwedische Meisterschaft auf der Ultralangdistanz. 

## Platzierungen
| Weltmeisterschaften | Einzel | Staffel |
| ------------------- | ------ | ------- |
| 1974 Viborg         | 2.     | 1.      |
| 1976 Aviemore       | 2.     | 1.      |
| 1978 Kongsberg      | 4.     | 2.      |

| Nord. Meisterschaften | Einzel | Staffel |
| --------------------- | ------ | ------- |
| 1975 Nørre Snede      | 6.     | ?       |
| 1977 Joensuu          | 9.     | 3.      |